# Bianca Hein
Bianca Hein (* 9. September 1975 in Saarbrücken) ist eine deutsche Schauspielerin.

## Leben
Im Saarland geboren und aufgewachsen, stand Hein bereits mit fünf Jahren zum ersten Mal auf der Bühne. Zusammen mit ihrem Vater spielte sie auf der Naturbühne Gräfinthal in verschiedenen Märchen und Schwänken mit. Eine andere große Leidenschaft war die Musik. So wurde sie als Kind in die musikalische Früherziehung geschickt; Blockflöten-, Gitarren- und Klavierunterricht schlossen sich an. Mit 13 Jahren erhielt sie ihre erste Gesangsstunde und parallel dazu wurde sie Mitglied im Kinderchor des Saarländischen Staatstheaters.
1995 absolvierte sie ihr Abitur und bestand die Aufnahmeprüfung an der Folkwang-Hochschule in Essen. Dort studierte sie bis 1999 Schauspiel, Gesang und Tanz. Während des Studiums war sie am Düsseldorfer Schauspielhaus und am Essener Theater im Rathaus engagiert. Außerdem drehte sie für die Kunsthochschule für Medien Köln einen Kurzfilm. Nach ihrem Studium erhielt Hein ihr erstes Engagement am Grenzlandtheater Aachen. Dort spielte sie während eines Jahres vier Hauptrollen und wurde 2000 mit dem Karl-Heinz-Walther-Preis für den besten Nachwuchsschauspieler ausgezeichnet.
Ende 2008 wurde Bianca Hein Mutter einer Tochter. Sie lebt zusammen mit ihrem Freund in München. Ihr zweites Kind wurde Anfang 2013 geboren. Seit November 2019 ist sie als Saarlandbotschafterin aktiv.

## Filmografie
- 1998: Der Abschied (Kurzfilm)
- 2001–2002: Unter uns (Fernsehserie)
- 2003: Der letzte Lude
- 2003: Balko (Fernsehserie, 1 Folge)
- 2003: Die Sandra-Situation (Kurzfilm)
- 2003: SOKO Köln (Fernsehserie, 1 Folge)
- 2003: Rolf Stahlhofen – Große Mädchen (Musikvideo)
- 2004: Mein Chef und ich
- 2005–2006: Verliebt in Berlin (Fernsehserie, 254 Folgen)
- 2006: Verliebt in Berlin – Das Ja-Wort (Film)
- 2006–2020: SOKO München[6] (Fernsehserie, 302 Folgen)
- 2008: Angie (Fernsehserie, Folge: Zickenalarm)
- 2008: Der Prinz von nebenan
- 2011: Wilsberg: Tote Hose (Fernsehreihe)
- 2013: SOKO: Der Prozess (TV-Fünfteiler)
- 2016–2024: Hubert ohne Staller (Fernsehserie, 2 Folgen, verschiedene Rollen)
- 2016: In aller Freundschaft (Fernsehserie, Folge: Liebende Mütter)
- 2019: Familie Dr. Kleist (Fernsehserie, 1 Folge)
- 2019: Wir sind die Welle (TV-Miniserie)
- 2019: Frühling – Weihnachtswunder (Fernsehreihe)
- 2020: Um Himmels Willen (Fernsehserie, Folge: Nervensäge)
- 2020: Die Chefin (Fernsehserie, Folge: Schuld)
- 2020: Friesland – Gegenströmung (Fernsehreihe)
- 2021: Notruf Hafenkante (Fernsehserie, Folge: Selbstbestimmt)
- 2021: Die Bergretter (Fernsehserie, 1 Folge)
- 2023: Die Rosenheim-Cops (Fernsehserie, Folge: Ein neuer Italiener)
- 2023: Der Alte (Fernsehserie, 1 Folge)
- 2025: SOKO Stuttgart: Benedikts Geheimnis (Fernsehserie)
- seit 2025: Alles was zählt (Fernsehserie, in der Rolle als Gabriella Perez ab Folge 4749)[7]